# フルラ
フルラ（FURLA）は、イタリア・エミリア＝ロマーニャ州ボローニャ県に本社を置く革製品メーカー。創業者一族のフルラネット家による家族経営の企業であり、バッグ・靴・アクセサリーの製造・販売を行っている。

## 概要
1927年に実業家のアルド・フルラネットが妻マルゲリータと共に設立。創業当初は卸向けの商品販売とアクセサリーの製作を行っており、1955年にはボローニャのウーゴ・バッシ通りに1号店をオープンしている。1970年代にアルドの子女であるカルロ、パオロ、ジョヴァンナの3人が事業に参画し、同社初のバッグとアクセサリーのコレクションを発表。1980年代にはフランスやアメリカでの販売網開拓を皮切りにブランド拡大を開始。1990年代にはスペイン、イギリス、ドイツ、中国および香港に子会社を設立した。
2013年にはミラノのドゥオーモに旗艦店をオープンし、2015年にはミラノの中心地に新たな本社屋「パラッツォ・フルラ」(Palazzo Furla)を設立した。この社屋は元々リコルディ宮殿(Palazzo Ricordi)として1880年に建設された建物を改築したもので、アメリカの環境性能評価基準LEEDのビル・テナント部門でゴールド認証を受けている。2017年に同社のジェネラル・ディレクターであったアルベルト・カメルレンゴがCEOに就任し、同年には創業90周年を迎えている。
フルラは現在、ニューヨーク、パリ、モスクワ、メルボルン、上海、香港、東京(後述のフルラジャパン株式会社)の7か所にオフィスを構え、1600人以上の従業員を雇用しており、その90%は女性で構成されている。また、革製品の製造以外にも芸術関連の事業に力を入れており、2000年に設立されたフルラ芸術賞、2008年に設立されたフルラ財団(Fondazione Furla)を通してアーティストの活動支援を行っており、2007年にはイタリアへの文化貢献を行った企業に贈られるインプレッサ・エ・クルトゥーラ賞(Impresa e Cultura)を受賞している。

## 主な製品
バッグをはじめ、財布、革小物、シューズ、腕時計、サングラス等を取り扱っている。また、2018年より毛皮の使用を廃止している。

## 日本での展開
日本では1992年にフルラジャパン株式会社が設立され、国内に102店舗(2021年1月)が展開されている。
日本での売上はフルラ全体のおよそ2割を占めている他、国単体では売り上げシェア1位を保持している。